# Pierre Sarda
Pour les articles homonymes, voir Sarda (homonymie).
Pierre Sarda, dit Tragine, est un célèbre bandit connu comme « le bandit de l'Ariège », né le 22 novembre 1805 à Leychert et mort au bagne de Toulon le 1er novembre 1858.

## Biographie
Fils de paysan et tisserand à Leychert, il était marié et père d'un enfant. Ayant autant défié la police que la justice, notamment par des évasions, il était discrètement soutenu par une partie de la population environnante. Il fut arrêté, convaincu d'assassinats et d'un grand nombre de crimes, notamment envers une famille entière, celle de Guillaume Pic, maire de Leychert,.
Évadé, il est condamné en 1838 par contumace aux travaux forcés à perpétuité, et il est finalement de nouveau arrêté le 19 novembre 1840, puis transféré de la prison de Foix au bagne de Toulon, où il meurt le 1er novembre 1858.